# Školní třída

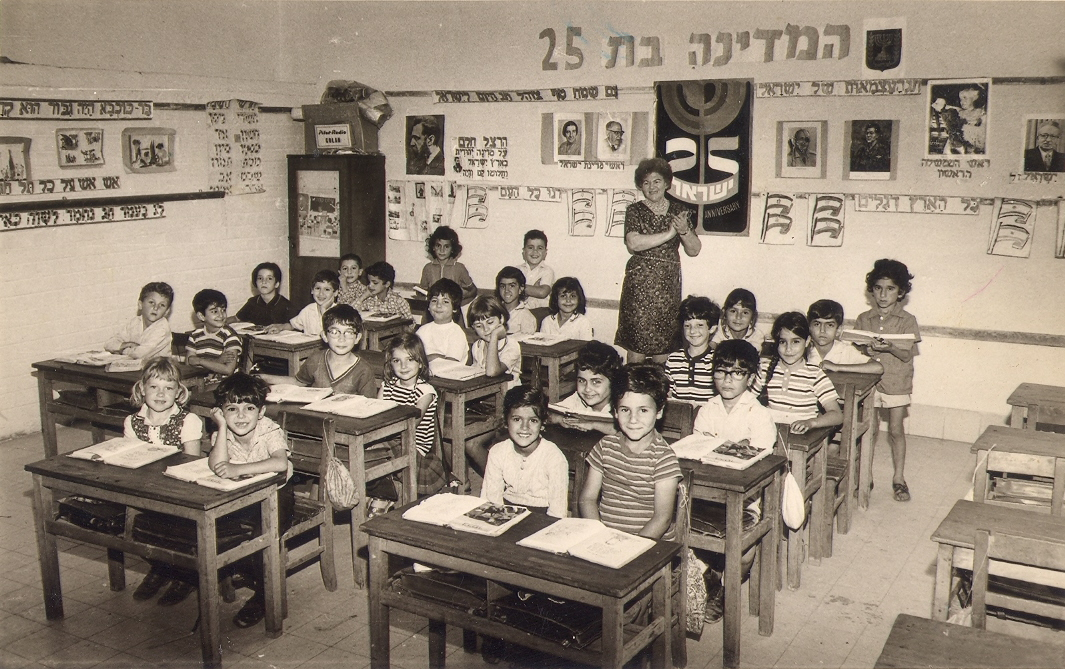
Třída základní školy v Tel Avivu, Izrael (1973)

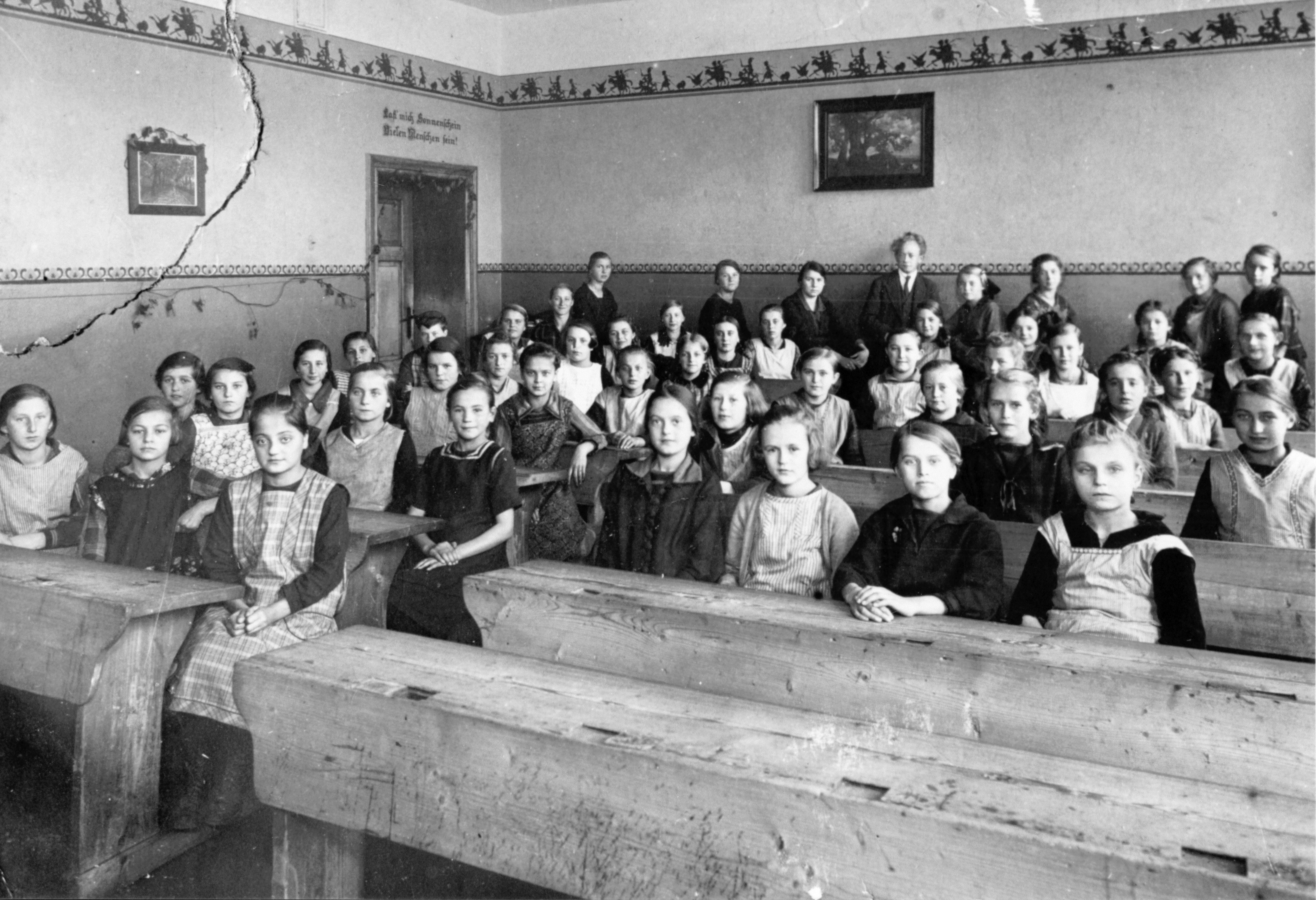
Školní třída v Gorce, Slezsko (1925)

Školní třída označuje skupinu žáků základních a středních škol, kteří se společně učí a postupují z ročníku do ročníku. V přeneseném smyslu také nespecializovanou učebnu pro takovou skupinu spolužáků, hovorově i postupný ročník základní školy (například „první třída“).

## Skupina žáků
V 19. století byl limit maximálně 80 žáků na třídu, roku 1922 byl snížen na 60 žáků.
V České republice nyní[kdy?] tvoří školní třídu obvykle 15 až 30 žáků, chlapců i dívek přibližně stejného věku, kteří se společně učí a postupují z ročníku do ročníku. Pro výuku některých předmětů (tělesná výchova, praktická výchova) se třídy dělí na chlapce a dívky, pro výuku cizích jazyků, pro práci v laboratořích a podobně na menší skupiny či kroužky. Za třídu odpovídá třídní učitel nebo učitelka a průběh vyučování se zaznamenává do třídní knihy. Nižší počet žáků ve třídě ovšem nemusí znamenat lepší výsledky žáků.
Je-li v dané škole více než 30 žáků stejného školního ročníku, zřizují se paralelní třídy (paralelky), obvykle označované písmeny. V malých obcích, kde je naopak žáků méně, se pro 1. stupeň základní školy mohou zřizovat tzv. malotřídky, kde se žáci dvou nebo více školních ročníků učí společně. Společné vyučování žáků různého věku užívají i některé alternativní školy. Podrobnosti upravuje Zákon o školním vzdělávání č. 561/2004 Sb. a další předpisy Ministerstva školství, mládeže a tělovýchovy.

## Význam
Školní třída je modelové společenství, kde se žáci nejen učí, ale také socializují. Za několik let společného života se ve školní třídě často vytvářejí trvalá přátelství a bývalí spolužáci se někdy scházejí až do stáří.

## Sociální klima
Sociální klima školní třídy označuje jevy dlouhodobé, typické pro danou třídu a daného učitele po několik měsíců či let. Sociální klima ovlivňují širší sociální jevy, jako jsou sociální klima školy a sociální klima učitelského sboru. Nepůsobí ovšem globálně, ale výběrově. Třída zde není chápána jako místnost, tedy prostorová jednotka, ale jako základní sociální a organizační jednotku školního vzdělávání. Školní třída je skupina žáků stejného věku, kteří jsou společně vyučováni ve škole.
Sociální klima definovali ve své práci Mareš a Ježek: je to skupinový, nikoli individuální jev; určitý názor na klima ve třídě má každý její aktér. Dále je sociálně konstruované, vzniká zde osobní zkušenost jedinců (žáků, učitelů), ale též debatováním mezi sebou (žák – žák, učitel – učitel, žák – učitel, žák – rodič). Je také současně ovlivňováno širším sociálním kontextem.
Prostředí má nejširší význam. Lze ho brát z hlediska umístění v regionu (př. venkov), z hlediska ergonomického (př. nábytek, vzhled třídy, uspořádání), hygienického (př. osvětlení) či podle typu školy (př. základní škola). Nezahrnují pouze sociální rozměr.
Atmosféra je krátkodobé, situačně podmíněné sociální a emoční naladění ve třídě. Krátkodobost spočívá nejčastěji v rámci jedné vyučovací hodiny. Jevy trvají řádově minuty až hodiny, výjimečně déle.
Sociální klima nevzniká samo od sebe, je spíše utvářeno. Společně jej vytvářejí všichni žáci navštěvující danou školní třídu, dále skupiny žáků, na něž se třída zpravidla člení, a jedinci stojící mimo tyto skupiny, jednotliví žáci, učitelé vyučující třídu. Tvůrci sociálního klimatu třídy jsou tedy tři aktéři – učitel, žák a rodič. Učitel a žák je samozřejmostí. Rodič se nedá považovat za přímého tvůrce, ale velice často do klimatu zasahuje svými požadavky, protože v ideálním případě školu pozoruje a dozoruje, vznáší své názory a připomínky.
Vliv na utváření sociálního klimatu třídy má jak uspořádání konkrétní třídy, tak autorita učitele.

### Uspořádání třídy
Uspořádáním třídy se zde má na mysli zasedací pořádek dané školní třídy. Existuje zóna dominantní aktivity v sálově uspořádaných třídách, označuje prostředí třídy, ve kterém se slučují žáci, kteří mají o vyučování zájem a mají odhodlání na hodinách vynikat a dosahovat výborných studijních výsledků. Zóna předních a středních lavic ve tvaru obráceného T je typická pro výraznější komunikační aktivitu mezi učitelem a žáky, takže žáci, kteří tu sedí, se jeví jako komunikačně angažovanější než jejich spolužáci z okrajových a zadních lavic. Žákům sedícím v T-zóně je zároveň věnována intenzivnější komunikační pozornost ze strany učitele ve formě otázek a iniciačních replik.
Periferní část třídy je naopak prostor, kde se shromažďují naopak žáci s negativními postoji ke škole a se sklony k digresivním projevům. Snaží se sedět ideálně co nejdál od učitele, což má za následek jejich horší studijní prospěch a nedostatek pozornosti a participace na dění ve vyučovací hodině.

### Přístupy a metody zkoumání
Veškeré zkoumání začalo u pozorování. S vývojem postoupily také přístupy a metody zkoumání. Jako reakce na observační přístup a pozorování vzniklo specifické dotazování samotných účastníků života třídy na kvalitu klimatu. Tento přístup se označuje jako percepční. Jedná se o mezinárodně uznávaný přístup, a je také používán ve výzkumech na českých školách. Oproti observačním technikám je percepční přístup úspornější, protože není potřeba vyškolených pozorovatelů. Další výhodou je zachycení dlouhodobějších prožitků aktérů v jejich daném klimatu a neomezuje se na pozorování vymezeného počtu vyučovacích hodin. Další výhoda se skrývá v tom, že máme informace získané nejen od třetí osoby, ale také od žáků a učitelů.
Dnes je nejrozšířenější sociálně-psychologický a environmentalistický přístup, zvaný percepční. Zakládá na výpovědích žáků a učitelů, jak na ně působí aktuální klima třídy, jaká mají očekávání. Další přístupy: sociometrický, organizačně sociologický, interakční, pedagogicko-psychologický, školně-etnografický, vývojově psychologický a sociálně psychologický a environmentalistický přístup.
Nejznámější používané metody zkoumání: dotazník MCI (měření klimatu 3. – 6. tříd základní školy), dotazník CES (měření klimatu 8. a 9. tříd základní školy a středních škol), dotazník CCQ (dotazník komunikačního klimatu třídy), dotazník OCDQ – RS (měření klimatu školy a učitelského sboru) a dotazník RSA (měření stupně odpovědnosti učitele za žákovy úspěchy a neúspěchy).